# Conurbação de Midlands Ocidentais

Mapa da área urbana de Midlands Ocidentais

A conurbação de Midlands Ocidentais (West Midlands conurbation em inglês) é uma grande conurbação que inclui as cidades de Birmingham e Wolverhampton e grandes vilas como Sutton Coldfield, Dudley, Walsall, West Bromwich, Solihull, Stourbridge e Halesowen nas Midlands Ocidentais, Inglaterra.
Não deve ser confundida com a região e condado de mesmo nome, pois a conurbação não inclui algumas partes do concelho, como Coventry, mas inclui condados em torno, como Staffordshire, Warwickshir e Worcestershire.
Segundo o censo de 2001, a conurbação de Midlands Ocidentais possui 2.284.093 habitantes, sendo assim a segunda maior área urbana mais populosa do Reino Unido depois da área urbana da Grande Londres.

## Ligações Externas
Mapas do desenvolvimento da região segundo o censo de 2001 do Office for National Statistics
- North West, incluindo Wolverhampton
- North East, incluindo Walsall
- South West, incluindo Dudley
- South East, incluindo Birmingham e Solihull